# Брендан Фостер
Брендан Фостер  (англ. Brendan Foster; 12 січня 1948) — британський легкоатлет, олімпійський медаліст.

## Виступи на змаганнях
| Рік  | Змагання               | Місто     | Місце | Дистанція     | Результат | Дата       |
| ---- | ---------------------- | --------- | ----- | ------------- | --------- | ---------- |
| 1971 | Чемпіонат Європи       | Гельсінки | III   | 1500 м        | 3.39,24   | 15 серпня  |
| 1972 | Літні Олімпійські ігри | Мюнхен    | 5     | 1500 метрів   | 3.39,0    | 10 вересня |
| 1974 | Чемпіонат Європи       | Рим       | I     | 5 000 м       | 13.17,21  | 8 вересня  |
| 1976 | Літні Олімпійські ігри | Монреаль  | 5     | 5000 метрів   | 13.26,19  | 30 липня   |
| 1976 | Літні Олімпійські ігри | Монреаль  | III   | 10 000 метрів | 27.54.92  | 26 липня   |
| 1978 | Чемпіонат Європи       | Прага     | 4     | 10 000 м      | 27.32,65  | 29 серпня  |
| 1980 | Літні Олімпійські ігри | Москва    | 11    | 10 000 метрів | 28.22,54  | 27 липня   |